# Absolute (Scritti Politti)
Absolute is een nummer van de Britse band Scritti Politti. Het is de tweede single van hun tweede studioalbum Cupid & Psyche 85 uit 1985. Op 29 mei 1984 werd het nummer op single uitgebracht.

## Achtergrond
De plaat werd een hit in thuisland het Verenigd Koninkrijk, Ierland, Oceanië en het Nederlandse taalgebied. In thuisland het Verenigd Koninkrijk bereikte de plaat de 6e positie in de UK Singles Chart. In Ierland werd de 14e positie bereikt, Nieuw-Zeeland de 26e en in Australië de 77e positie.
In Nederland was de plaat op vrijdag 29 juni 1984 Veronica Alarmschijf op Hilversum 3 en werd een radiohit in de destijds drie landelijke hitlijsten op de nationale publieke popzender. De plaat bereikte de 12e positie in de Nederlandse Top 40, de 10e positie in de Nationale Hitparade en de 13e positie in de TROS Top 50. In de Europese hitlijst op Hilversum 3, de TROS Europarade, werd géén notering behaald.
In België bereikte de single de 7e positie in de Vlaamse Radio 2 Top 30 en de 12e positie in de voorloper van de Vlaamse Ultratop 50. In Wallonië werd géén notering behaald.